# Leucocintractia leucodermoides
Leucocintractia leucodermoides är en svampart som beskrevs av M. Piepenbr. & Begerow 2000. Leucocintractia leucodermoides ingår i släktet Leucocintractia och familjen Anthracoideaceae.   Inga underarter finns listade i Catalogue of Life.